# Шанд, Марк
Марк Шанд (англ. Mark Shand; 28 июня 1951, Лондон, Великобритания — 23 апреля 2014, Нью-Йорк, штат Нью-Йорк, США) — британский писатель и путешественник, общественный деятель, боровшийся за сохранение популяции индийского слона. Брат королевы Камиллы, супруги короля Великобритании Карла III.

## Биография
Марк Шанд принадлежал к нетитулованному дворянскому роду шотландского происхождения. Он родился в 1951 году в семье майора Брюса Шанда и его жены Розалинд Кьюбитт, дочери Роланда Кьюбитта, 3-го барона Эшкомба, где уже были две дочери: Камилла (родилась в 1947 году, стала женой сначала Эндрю Паркер-Боулза, потом Чарльза, принца Уэльского, с 2022 года короля Великобритании Карла III) и Аннабель (родилась в 1949).
Шанд учился в школе Святого Ронана в Кенте, а затем в школе аббатства Милтон в Дорсете, из которой его исключили за курение марихуаны. Отец отправил его в Австралию и перестал выплачивать содержание. Марку пришлось самостоятельно зарабатывать на жизнь (главным образом физическим трудом). Позже он вернулся в Лондон, работал носильщиком, потом вместе с другом Гарри Фейном, сыном 15-го графа Уэстморленда, занимался продажей ювелирных изделий Картье.
В 1987 году Шанд опубликовал свою первую книгу, «Мошенничество», которая рассказывает о его путешествии в Ириан-Джая. Позже он издал книги «Путешествия на моём слоне» (1992), «Королева слонов» (1996) и «Речной пёс: путешествие вниз по Брахмапутре» (2003). «Путешествия на моём слоне» стали бестселлером и были удостоены премии British Book Awards в номинации «Писатель-путешественник года» (1992). «Королева слонов» отмечена премией Prix Litteraire d’Amis award. Шанд появляется во многих документальных фильмах BBC и National Geographic Channel, и некоторые из них связаны с его книгами. 
Шанд был большим поклонником индийской культуры. Во всех его книгах важное место занимают слоны, и писатель принимал активное участие в сохранении этого вида. Он стал соучредителем благотворительной организации Elephant Family (2002), членом Королевского географического общества, почетным главным смотрителем дикой природы Ассама. В 2014 году Шанд был удостоен звания «Защитник природы 2014 года» и получил премию «Хрупкий носорог» фонда «Идеальный мир». После его смерти фонд Balipara Foundation Awards, работающий в Ассаме, учредил премию Mahout Mark Shand Recognition for Elephant Management award (премию Марка Шанда Махута), которая вручается людям, внёсшим выдающийся вклад в сохранение популяции индийских слонов. Школа Сент-Ронан в Кенте посвятила памяти Шанда спортивное поле. 
Elephant Family после смерти писателя получила огромную поддержку и в ответ учредила Мемориальный фонд Марка Шанда, который собирает средства для спасения индийского слона. Кроме того, она построила Мемориальный центр изучения азиатских слонов имени Марка Шанда.

## Семья
В 1990 году Шанд женился на Клио Голдсмит, в прошлом актрисе, дочери Эдуарда Голдсмита и племяннице сэра Джеймса Голдсмита. Супруги жили в Риме, в 1995 году у них родилась дочь Айша. В 2010 году стало известно, что они развелись.